# 차이쉬쿤
차이쉬쿤(蔡徐坤, 1998년 8월 2일~)은 중국의 남성 아이돌 그룹 NINE PERCENT의 멤버이자 배우, 작곡가, 래퍼이다. 1998년 8월 2일 중국 저장성에서 태어났다.